# Maxime Beaumont
Maxime Beaumont (n. 23 aprilie 1982, Boulogne-sur-Mer, Nord-Pas-de-Calais, Franța) este un caiacist ce a reprezentat Franța, medaliat olimpic. A participat la 3 ediții ale Jocurilor Olimpice (2012, 2016, 2020) în care a câștigat o medalie de argint.